# Акционерно дружество (България)
Акционерното дружество в България е вид акционерно дружество, действащо според Търговския закон на България.
Търговският закон изисква търговците да включват в своята фирма указание за вида на търговеца – за акционерните дружества това е означението „акционерно дружество“ или съкращението „АД“, а при акционерни дружества с един собственик – „еднолично акционерно дружество“ или съкращението „ЕАД“. Минималният капитал на акционерните дружества е 50 хиляди лева, но този вид дружества често се използва за предприятия със значителен капитал.
Акционерните дружества могат да имат едностепенна или двустепенна система на управление. При едностепенната система дружеството се управлява чрез избран от акционерите Съвет на директорите, като един или повече от членовете му са изпълнителни членове и обикновено пряко ръководят предприятието. При двустепенната система акционерите избират Надзорен съвет, който не участва пряко в управлението, а избира натоварен с тези функции Управителен съвет.
Акционерните дружества са задължени да поддържат Фонд „Резервен“, чиято цел е да увеличи ликвидността и финансовата стабилност на капиталовите дружества. Фондът се попълва от допълнителни вноски на съдружниците, ажио, отчисления от печалбата и др. Той се попълва до натрупването на 10% от регистрирания капитал на дружеството.